# Vasco Varão
Vasco Filipe Pinto Quintino Varão (sinh ngày 29 tháng 7 năm 1981 ở Lisbon) là một cầu thủ bóng đá người Bồ Đào Nha thi đấu cho Casa Pia A.C. ở vị trí tiền vệ.